# 塔子乡
塔子乡，是中华人民共和国四川省甘孜藏族自治州色达县下辖的一个乡镇级行政单位。

## 行政区划
塔子乡下辖以下地区：
俄尔村、洞拉村、洞青三村、吉泽村、蚌珠村、雅尔布村、泸角村、降央村和拉隆村。